# Stanisław Bytnar

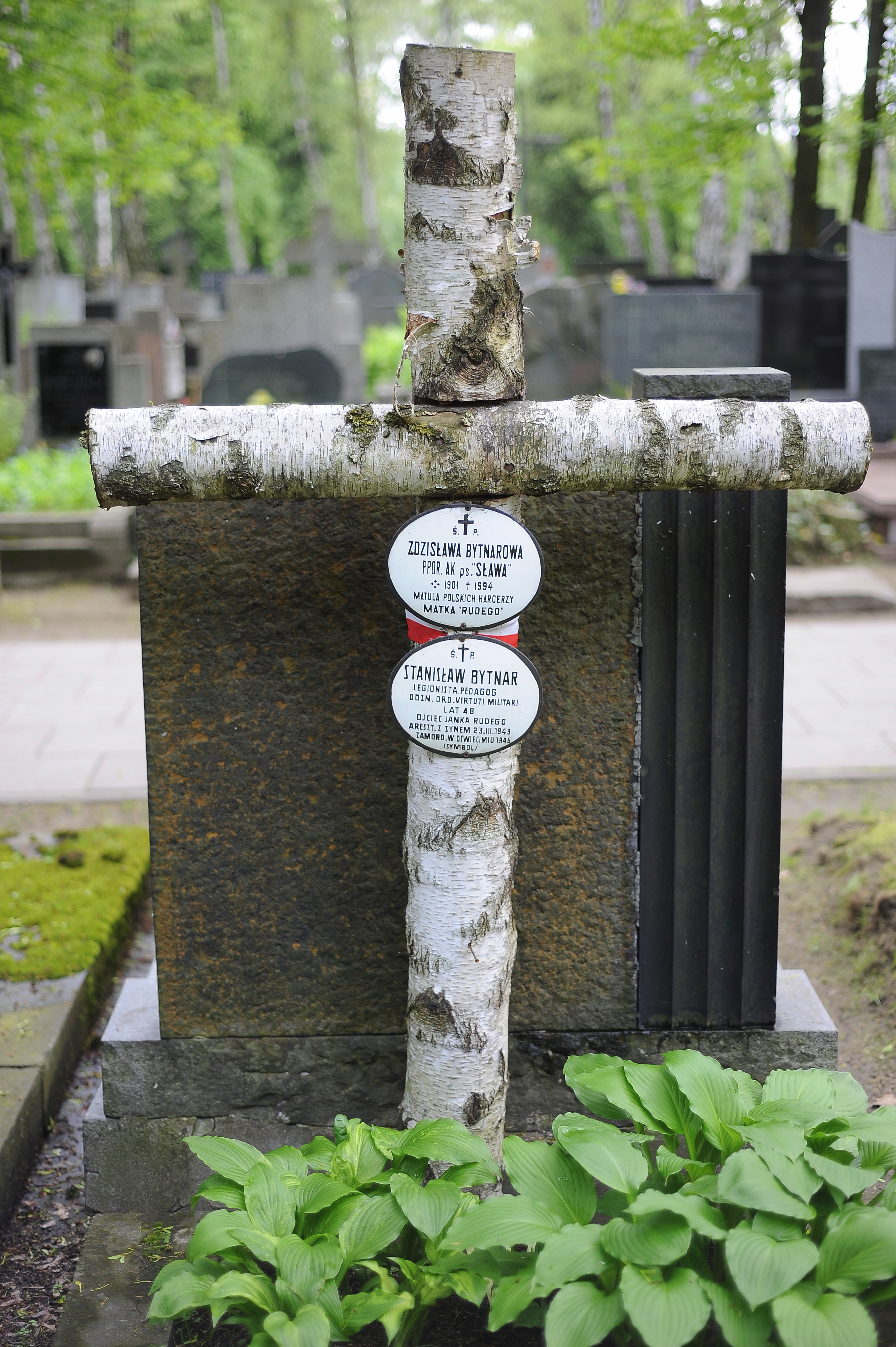
Symboliczny grób Stanisława Bytnara na warszawskim cmentarzu Wojskowym na Powązkach

Stanisław Bytnar (ur. 31 marca 1897 w Ostrowie, zm. w styczniu 1945 pomiędzy Auschwitz-Birkenau a Wodzisławiem Śląskim) – polski nauczyciel, legionista, ojciec Jana Bytnara i Danuty Barbary Dziekańskiej, zginął podczas ewakuacji KL Auschwitz.

## Życiorys
Urodził się w biednej rodzinie chłopskiej jako syn Macieja i Katarzyny z Chmurów. Z pomocą kierownika wiejskiej szkoły, który widział w nim zdolnego ucznia, rozpoczął naukę w Seminarium Nauczycielskim w Rzeszowie. Po wybuchu I wojny światowej w sierpniu 1914 wraz z innymi uczniami rzeszowskiego seminarium wstąpił do Strzelca w Krakowie. Jako żołnierz Legionów Polskich służył w 3 kompanii VI batalionu 1 pułku piechoty w składzie I Brygady; został ciężko ranny w bitwie pod Krzywopłotami w listopadzie 1914, po czym 18 listopada 1915 został zwolniony.
W 1918 ukończył kurs w Krakowie dla byłych słuchaczy seminariów nauczycielskich, a po złożeniu egzaminu państwowego uzyskał prawo nauczania. W 1919 został nauczycielem jednoklasowej szkoły w Chorzenicach, gdzie zaznaczył swoją obecność także jako społecznik, organizując chór i amatorskie przedstawienia teatralne. W 1920 został kierownikiem szkoły w Niekłaniu na ziemi kieleckiej. Pod jego kierunkiem w ciągu dwóch lat szkoła z dwuklasowej przekształciła się w siedmioklasową. Również w Niekłaniu aktywnie udzielał się społecznie, brał udział w pracach rady gminnej, organizował ogniska i przedstawienia teatralne, założył chór. Powołał do życia spółdzielnię spożywców, której dochody częściowo przeznaczał na wycieczki krajoznawcze uczniów szkoły. Przewodniczył lokalnemu ognisku Związku Nauczycielstwa Polskiego.
W 1925 skierowany został przez władze oświatowe na dalszą naukę; wraz z żoną Zdzisławą Rechulówną ukończył Państwowy Instytut Pedagogiki Specjalnej, a w 1926 Maria Grzegorzewska powierzyła mu kierownictwo szkoły ćwiczeń Instytutu; Bytnar pracował w tym charakterze przez dziesięć lat, publikując jednocześnie w piśmie „Szkoła Specjalna”. W 1936 wygrał konkurs na pierwszego kierownika Szkoły Specjalnej nr 111 w Warszawie. Pracował także społecznie, z dziećmi upośledzonymi. Rozwijał również akcję oświatową wśród więźniów z aresztu przy ul. Rakowieckiej. Był członkiem Warszawskiej Spółdzielni Mieszkaniowej Pracowników Umysłowych, mieszkał razem z rodziną w domu przy al. Niepodległości 159 należącym do tej spółdzielni.
W czasie II wojny światowej prowadził tajne nauczanie dzieci niepełnosprawnych intelektualnie, także dzieci zdrowych. Aresztowany przez gestapo wraz z synem Janem 23 marca 1943 w mieszkaniu przy al. Niepodległości 159. Został osadzony na Pawiaku w Warszawie, skąd 13 maja wraz z transportem 337 mężczyzn i 119 kobiet został wywieziony do KL Auschwitz. 
Został zastrzelony przez konwojentów SS na trasie Oświęcim – Wodzisław Śląski, kiedy najprawdopodobniej osłabł i nie miał już sił iść dalej w czasie ewakuacji obozu w styczniu 1945. Jego symboliczny grób znajduje się na warszawskim Cmentarzu Wojskowym na Powązkach.